# Sant Francesc d'Assís segons la visió del papa Nicolau V
Sant Francesc d'Assís segons la visió del papa Nicolau V és un quadre de Francisco de Zurbarán pintat cap a 1640 que actualment forma part de la col·lecció permanent del Museu Nacional d'Art de Catalunya; va ser adquirit pel museu el 1905.

## Descripció
L'efígie estàtica de sant Francesc es dreça en posició frontal a l'eix central de la tela justament quan emergeix de l'abisme obscur de la mort. Un potent focus de llum modela des de l'esquerra els volums i plecs del drap tosc que li oculta el cos, mentre que el rostre, amb la boca entreoberta i els ulls alçats cap al cel, apareix, entre llum i penombra, immers en la cavitat de la caputxa. Al costat dret, en la superfície de l'hàbit, figura l'estigma amb què el va obsequiar Crist.

## Anàlisi
Aquesta imatge sorprenent s'inspira en la troballa del cadàver incorrupte del sant pel papa Nicolau V el 1449 a la cripta de la basílica de Sant Francesc d'Assís. El jesuïta Pedro de Ribadeneyra va relatar l'episodi en el seu Flos sanctorum del 1599: «[…] estava en pié derecho […] tenía los ojos abiertos como de persona viva y alçados hazia el cielo […] las manos cubiertas con las mangas del hábito delante del pecho como las acostumbran traer los frayles menores […]». A començaments del segle xvii, Thomas de Leu va gravar l'escena i gradualment l'alegre poeta medieval es va transformar en un asceta post-tridentí, tal com volien presentar-lo els franciscans: un sant patró segons el criteri contrareformista que convidés a la penitència rigorosa. Zurbarán, sense escenificar la troballa de la mòmia de sant Francesc, es limita a mostrar, de manera abstracta i sense anècdotes, el cos intacte. Es coneixen tres versions d'aquesta invenció sortides del pinzell del mestre extremeny: aquesta meravellosa pintura, la del Museé des Beaux-Arts de Lió i la del Museum of Fine Arts de Boston.